# Le Plombier amoureux
Pour plus de détails, voir Fiche technique et Distribution.
Le Plombier amoureux (The Passionate Plumber) est un film américain en noir et blanc réalisé par Edward Sedgwick et Claude Autant-Lara (version française), sorti en 1932. 
Le scénario de Laurence E. Johnson et Ralph Spence est basé sur la pièce Dans sa candeur naïve de Jacques Deval. C'est la deuxième adaptation de la pièce à l'écran, après le film muet L'Amant en carton (1928). Un autre film sera tourné en 1942, sous le titre L'Amant en carton.

## Synopsis
Elmer Tuttle, plombier parisien, est engagé par la mondaine Patricia Alden pour l'aider à rendre jaloux son amant Tony Lagorce. Avec l'aide de son ami Julius J. McCracken et grâce aux contacts qu'il a établis dans la haute société par l'intermédiaire de Patricia, Elmer espère trouver un financement pour sa dernière invention, un pistolet avec une lumière de télémétrie. S'ensuivent des péripéties comiques lorsque les efforts d'Elmer pour susciter l'intérêt d'un chef militaire sont interprétés comme une tentative d'assassinat.

## Fiche technique
- Titre français : Le Plombier amoureux
- Titre original : The Passionate Plumber
- Réalisation : Edward Sedgwick, Claude Autant-Lara (version française)
- Scénario : Laurence E. Johnson et Ralph Spence, d'après la pièce Dans sa candeur naïve de Jacques Deval
- Direction artistique : Cedric Gibbons
- Photographie : Norbert Brodine
- Son : Douglas Shearer
- Montage : William S. Gray
- Société de production et de distribution : Metro-Goldwyn-Mayer (MGM)
- Pays de production :  États-Unis
- Langue d'origine : anglais et français (le film a été tourné dans ces deux versions)
- Format : noir et blanc — pellicule : 35 mm — image : 1,37:1 — son : mono
- Genre : comédie loufoque
- Durée : 73 minutes
- Dates de sortie : 
  - États-Unis : 6 février 1932
  - France : 30 décembre 1932

## Distribution
Version anglaise
- Buster Keaton : Elmer E. Tuttle
- Jimmy Durante : Julius J. McCracken
- Irene Purcell : Patricia Alden
- Polly Moran : Albine
- Gilbert Roland : Tony Lagorce
- Mona Maris : Nina Estrados
- Maude Eburne : tante Charlotte
- Henry Armetta : le videur
- Paul Porcasi : Paul Le Maire
- Jean Del Val : le chauffeur
- August Tollaire : le général Bouschay
- Edward Brophy : homme dans la rue
- Rolfe Sedan : homme au duel (secondant Tony)

Version française
- Buster Keaton : Elmer E. Tuttle
- Jimmy Durante : Tony
- Jeannette Ferney
- Barbara Leonard